# Струніна Олександра Ігорівна
Олександра Струніна (повне ім'я рос. Александра Игоревна Струнина, пол. Aleksandra Igoriewna Strunina, артистичний псевдонім Sasha Strunin, Alexandra Strunin; нар. 27 жовтня 1989, Ленінград, СРСР) — польська співачка російського походження.

## Ранні роки життя
Олександра Струніна народилась 27 жовтня 1989 року в Ленінграді в сім'ї оперних співаків. Вона єдина дитина Ігоря Струніна і Віти Ніколаєнко (яка народилася в Україні). 
До 1992 року Олександра жила в бабусі в Україні. У 1991 році її батьки  уклали контракт з Великим театром у Познані та забрали свою доньку з собою, де та закінчила загальноосвітній ліцей і музичну школу по класу фортепіано.

## Кар'єра
2003 року Олександра виграла на фестивалі англомовної пісні в Бжегу. 
2004 року брала участь у 4-му сезоні телевізійного співучого реаліті-шоу «Ідол», де вийшла до півфіналу.
2005 року вона ввійшла до складу новоствореного гурту The Jet Set, у складі якого працювала до 2009 року. 
Наприкінці 2007 року пройшла кастинг на фільм «Перша місячна ніч», у березні 2008 року брала участь у п'ятому сезоні телевізійного реаліті-шоу «Великий брат» (Big Brother).
1 січня 2009 року гурт The Jet Set припинив своє існування, Олександра Струніна почала сольну кар'єру. 
17 травня 2010 року, починаючи з 1112 серії, почала зніматися в серіалі «Перша любов» (пол. Pierwsza miłość) у ролі співачки Калини Свентоховської. 
У жовтні-листопаді 2010 року брала участь у першому сезоні танцювального телеконкурсу «Королі танцполу» (пол. Królowie Densfloru), у якому посіла п'яте місце.

## Дискографія

### Альбоми
(у складі The Jet Set):
- 2006 Just Call Me

(соло):
- 2009 Sasha
- 2013 Stranger - EP
- 2016 Woman in Black

### Сингли
(у складі The Jet Set):
- 2006 How Many People
- 2006 Just Call Me
- 2007 Time to Party
- 2008 The Beat of Your Heart

(соло):
- 2009 Emely (із Денні Сауседо)
- 2009 To nic kiedy płyną łzy
- 2009 Zaczaruj mnie ostatni raz
- 2010 Muzyki moc (із ВИВА и друзья)
- 2011 Game Over
- 2013 Stranger
- 2016 Woman in Black

1. ↑  ČSFD — 2001.